# Agrypon omabense
Agrypon omabense là một loài tò vò trong họ Ichneumonidae.